# 퍼스트 퀸 4
《퍼스트 퀸 4》는 일본의 KSK(Kure Software Koubou)에서 제작한 전략 롤플레잉 게임(또는 시뮬레이션 롤플레잉 게임)이다.

## 소개
전작 1~3편도 존재하지만 한글로 정발된 것은 4편 뿐이다. 다만,2020년 9월 이후 일본 라쿠텐, 벡터사와 스팀에서 판매하는 퍼스트퀸 시리즈 게임들에 대한 모든 한글패치가 팬들에 의해 만들어져 이제는 전 시리즈의 한글 플레이가 가능해졌다. 1편에 등장하는 소피아 공주와 캐서린 여왕의 선조인 골드 왕, 즉 아레스가 주인공인 게임으로 1편의 수백년 전 과거 이야기를 다룬 프리퀄이다. 게임 엔딩에서 카리온 성당의 주교가 인간의 여왕이 나타나기 전까지 진정한 평화는 오지 않는다고 말한 건 아레스의 후손인 소피아 공주가 1탄 엔딩에서 통일 로그리스 왕국의 초대 여왕, 즉 퍼스트 퀸으로 즉위하는 걸 의미한다. 도스 시절 PC 게임을 즐겼던 사람이라면 대부분 알고 있을 정도로 큰 히트를 친 고전 명작 게임으로 아직까지 이 게임의 커뮤니티가 운영되고 있을 정도이다. 당시 게임이라고는 믿어지지 않을 정도로 세련된 시스템을 가지고 있다. 도스를 기반으로 한 게임이지만 윈도와 비슷한 시스템을 가져 적 부대와 아군 부대가 만나면 전투화면으로 전환되어 실시간으로 전투가 진행되는데, 표시화면이 윈도 형식으로 되어 자유롭게 크기 조절이 가능하며, 적이나 아군의 구원부대가 오는 등의 이벤트가 있을 때에는 기존 화면이 움직이지 않고 새로운 창이 잠시 열리며 보여준다. 원하는 캐릭터를 보여주는 작은 윈도를 추가로 여는 것도 가능하다. 또한 자유롭게 위치를 조절할 수 있는 부대원의 상태를 표시하는 창이 따로 존재한다. 오랫동안 후속작이 없다가 《퍼스트 퀸: 뉴 월드》가 출시되었으나 퍼스트 퀸 4 와 많이 다른 모습이어서 그런지 반응은 영 신통치 않았다. 그 후 윈도에서 동작하는 리메이크 판이 출시되었으며(한국에서는 발매되지 않았다) 후속작은 아니지만 전투 시스템을 거의 그대로 계승한 《다크 세라핌》이 있다. 이 게임 역시 상당한 인기를 끌었다.

## 줄거리
판타지 적인 세계관의 로그리스 대륙의 최대 강대국 '바르시아'의 왕 '제넬루'는 사악한 참모 '자닐'을 받아들인 이후 폭정을 휘두른다. 로그리스 남부를 지배하는 왕국 '카리온'의 왕 '아레스'는 이에 제넬루의 암살을 기도하지만 실패하여 감옥에 갇히고, 왕이 없어진 카리온의 세력은 거의 남지 않게 된다. 그리고 의문의 마법사의 도움을 받아 겨우 탈출한 아레스는 남은 부대를 모아 반격을 시작한다.

## 등장인물

### 카리온 관련인물
- 아레스

주인공. 카리온의 왕이며 또한 자신은 모르고 있지만 불의 정령왕이기도 하다.
- 애레인

아레스의 연인. 아레스가 바르시아에 잡힌 후 그를 구출하기 위해 닌자 부대를 데리고 떠난다.
- 곤라트

카리온성의 참모격 기사.
- 라모크

카리온성의 기사. 전쟁중 바르시아에게 붙잡혀서 애드윈성 지하감옥에 갇힌다.
- 애크터

카리온성의 기사. 전쟁중 바르시아에게 붙잡혀서 애드윈성 지하감옥에 갇히지만 숨을 거둔다.
- 얀후레트

아이라(퍼스트퀸 3 주인공)의 아들이며, 가이아 대륙에서 온 왕자. 가이아에서 로그리스로 도망간 악마 가로아에 대해알고 가로아를 무찌르기 위해 로그리스로 왔다.
- 라딘칼

얀후레트와 같이 가이아대륙에서 온 기사.
- 트리스랜

라딘칼을 도우러온 기사.
- 키프트

라딘칼의 아들.

### 휴리아 관련인물
- 레크스

평야의 나라 휴리아의 첫째 왕자이며, 마법사이다.
- 크렌

평아의 나라 휴리아의 둘째 왕자. 레크스와 달리 크렌은 기사이다.
- 이제클

레크스의 연인. 바르시아에 납치되어 세뇌당하고 벨더성의 입구를 지킨다.
- 얀샤프

프리스트. 노호크성에 붙잡혀 적들의 눈을 피해 숨어있다.
- 지프렌

얀샤프의 아들.

### 레스터 관련인물
- 위르타

레스터의 왕. 요정의 나라 샤넷트와 적대관계이다.
- 케이렌, 라이오넬

레스터의 적기사.
- 오리바

레스터의 마법사.
- 아니

레스터의 여기사.
- 토크바

레스터의 쿵푸마스타.

### 샤넷트 관련인물
- 애르틴

샤넷트의 왕. 산림의 나라 레스터와 적대관계이다.
- 애르파차

샤넷트의 장수. 샤넷트 부대의 대장.
- 애라인스

샤넷트의 마법사.

### 뮬톤 관련인물
- 위라스

뮬톤의 왕. 광산의 나라 그레이스와 적대관계이다.
- 오스발

뮬톤의 랜서.
- 그로곤

뮬톤의 남작.
- 트래크

퍼스트퀸 2& 3에 등장한 해적캡틴. 이번편에선 뮬톤에 붙잡혀 감옥에 갇혀있다.

### 그레이스 관련인물
- 마티슨

그레이스의 왕. 뮬톤과 적대관계이다.
- 크레이

퍼스트퀸 시리즈에 빠짐없이 등장한 캐릭터. 이번편에선 그레이스의 참모로 있다.
- 프리렌, 슈비아, 비리아

그레이스의 왕 마티슨의 딸들. 프리렌이 첫째, 슈비아가 둘째, 비리아가 셋째.
- 로라

그레이스의 마법사.
- 미넬

그레이스의 참모.

### 그외의 인물
- 후레이아

흙의 왕. 마르딘에 살고있다.
- 니먼

물의 왕. 티아그리그 호수 깊숙한 곳에 살고있다.
- 바르톰

바람의 왕. 썬리스의 탑에 살고있다.
- 아폴로

연주가. 퍼스트퀸 2 & 3에선 이카로스라는 이름으로 등장했다.
- 크리스틴

퍼스트퀸 2 & 3에 이어 4에도 출연한 간호사.
- 칼브

퍼스트퀸 2 & 3에 이어 4에도 출연한 어린애. 의상을 바꿔입어가면서 싸운다.
- 슈이키

루로이 마을 여관에서 쉬고있는 여마법사(엑소시스트).
- 에스칼

노호크 폭포에 서식하고있는 달팽이.
- 루리아

하브섬에 있는 아마조네스(여장부).
- 미렌

하브섬에 있는 괴식물에 의해 해골이 되었다.
- 챠크

제므에 서식하고있는 드래곤.
- 위르드

썬리스 요새에 있는 지휘관.
- 라라

썬리스 요새에 있는 위르드의 부대에 있는 숙녀.
- 카레스

컨월 요새에 있는 지휘관.
- 토렌크

퍼스트퀸 3에 등장한 조련사. 컨월 요새에 있는 카레스 부대에 소속되어 있다.
- 로딘비

마법숲에 있는 사냥꾼의 리더.
- 위리암

마법숲에 있는 사냥꾼의 부리더.
- 바트 & 토니

여행중인 형제. 토니의 경우 바트가 위험할 때 곰으로 변한다.
- 케이스

도둑.
- 케크

베닉크성의 왕. 제넬루의 지시에 따라 마왕을 시켜 성을 건설하고, 속으로는 제넬루의 뒤를 치려는 야망이 있지만 카리온이 베닉크성에 쳐들어오자 마왕에게 또 한번 부탁을 하지만 마왕에 의해 개구리의 모습으로 변한다.
- 크로비

동마시아성의 왕 가비의 아들.
- 레지프

서마시아성의 참모.
- 비부스

노호크 폭포에 있는 테르스미스 일족의 리더.
- 애라

마법성에 사는 가라트의 제자.
- 곤닐

바르시아성에서 창조된 바위인간.
- 가라트

오프닝에서 바르시아에 잡힌 아레스를 구해준 마법사. 퍼스트퀸 1 & 3에 등장한 '마사'의 부탁으로 아레스와 카리온부대를 뒤에서 도와준다.

### 바르시아 관련인물
- 가로아

퍼스트퀸 시리즈의 최종보스(2는 제외). 4에선 '쟈닐(일본어 원판에서는 '존'이다)'이라는 이름으로 변장해 바르시아의 왕 제넬루를 이용한다.
- 제넬루

바르시아성의 왕.
- 스리후트

바람의 악마. 애드윈성에서 물의 정령 운디네를 봉인해 성을지키는 역할을 하다가 알카니아 성으로 간다.
- 몰드레드

불의 악마. 왕이 없는 벨더성을 담당하고 있다.
- 오그

물의 악마. 왕이 없는 모로시아성을 담당하고 있고, 불의 정령 사라만다를 봉인했다.
- 맥가이어

흙의 악마. 리스레이성에서 바람의 정령 시르후를 봉인해 성을지키는 역할을 하고있다.
- 루아스

서마시아성의 왕.
- 샤크

세버트성 왕.
- 오라슨

노호크성 왕으로 겁쟁이다.
- 미솔렌

알카니아성 왕.
- 가비

동마시아성 왕.
- 라이오스

리스레이성 왕.
- 마레암

애드윈성 왕. 바르시아에게 협박당하여 바르시아를 돕는다.

## 플레이 팁
- 레벨 업 시 최대HP는 4~6 사이에서 무작위로 상승한다. 또한 AT->DF->AR->DR 이 순서대로 1씩 상승한다. 이전 레벨에서 AT가 상승하였다면 다음 레벨업에선 DF가 1 상승한다. 16의 배수 레벨에서는 HR, AA, AD, MD 중 랜덤한 한 가지 능력치가 1 상승한다. 따라서 낮은 레벨에서 이미 99레벨에서의 능력치를 거의 정확하게 예측할 수 있다.

- POWER측정공식은 전사계열과 법사계열로 나뉘며 전사 HP+(HR×12)+((AT+AR+DF+DR)×2) 법사 HP+(HR×12)+((AT+AR+DF+DR)×4)의 수치를 가진다. 말을탄 유닛은 말에서 내렸을때의 값으로 계산된다. 소환전사(칼브, 미렌), 궁수(닌자, 사냥꾼), 법사(조련사, 간호사)등은 모두 법사공식을 따른다.

- 편성화면에서는 한 부대에 10종류가 넘는 클래스가 존재하도록 편성할 수 없다. 그러나 새로운 동료가 합류할 때에는 이 제한이 적용되지 않는다. 이것을 이용하여 계획적으로 플레이하면 다양한 클래스를 가진 강력한 캐릭터들로 구성된 부대를 만들 수 있다. 리메이크판에서는 편성 화면에서도 클래스 제한이 없다.

- 감옥이 있는 지역에서 전투중 퇴각을 하게 되면 포로로 잡히는 경우가 있는대 점령 후 감옥에서 영입이 가능하다. 이 방법으로 직업 제한없이 편성할 수 있다.

- 게임 내 최강의 아이템은 '엑스칼리버'가 아닌 '극도의 활'이다. 극도의 활을 장비한 마법사 캐릭터는 딜레이가 거의 없이 마법을 연사할 수 있다. 회복마법을 사용하면 범위 안의 부대원들이 절대 죽지 않으며 공격마법을 사용하면 적들이 순식간에 녹아버린다. 버그로 생각되며 리메이크판에서는 수정되어 마법에 아무런 영향을 주지 않는다.

- 그레이스, 레스터와 동맹을 맺지 않고 적대관계로 플레이할 경우 항복한 녹색 병사와 적색 병사는 일반 병사보다 능력치가 높다. 이 캐릭터들을 마을로 데려가 용사나 무명 용사로 클래스를 바꾸고 50레벨을 넘긴 뒤 기사로 전직시키면 강력한 능력치를 가진 기사를 얻을 수 있다.

- 호수 북쪽은 레벨업 장소로 최적이다. 동굴 안에서 나오는 달팽이는 맷집이 좋으면서 능력치는 낮아 공격/방어 시 랜덤하게 레벨이 상승하는 시스템 상 레벨업하기 좋은 조건을 갖추고 있고, 무엇보다도 피로를 회복시켜주는 요정이 존재한다. 리메이크판에서 최고난이도로 플레이하면 요정이 없다.

- 동마시아 성과 바르시아 성에서는 적들이 어느 정도 시간이 지날 때까지(또는 몇 번 죽을 때까지. 어느 쪽인지 확실하지 않음) 계속 부활한다. 따라서 부대 전투력에 비해 상대하기 까다로우며 장기전에 대비해야 한다.

- 전체적으로 난이도가 쉬운 편이나 '루아스'와 '그리핀 부대'에게 불의의 일격(?)을 맞고 게임 오버 되기 쉽다. 루아스는 동마시아 성을 정복하면 서마시아 성에서 출전하며, 그리폰 부대는 오르닉크 요새를 정복하면 세버트 성에서 출전한다. 충분히 강한 부대가 아니면 상대할 수 없으므로 주의가 필요하다.

- 베닉크 성에서 마왕을 만나면 아레스는 승마와 마법사용이 가능해진다. 또 얀후레트는 4대원소에 저항력이 생긴다. 얀후레트는 별로 의미없지만 아레스는 반드시 만날 필요가 있다.

- 마법의 상호 속성은 다음과 같다. 불<물<바람<흙<불

- 달팽이 애스칼은 쓸모없는 것 같지만, 적에 포위당해도 요리조리 잘 빠져나가서 잘 죽지 않는 특성이 있다. 피로도를 흡수하는 나팔을 착용하면 유용하다.

## 잡동사니
- 어째선지 한글판에서 이름이 바뀐 캐릭터가 다수 존재한다. 예를 들면 알프레드 -> 얀후레트,  콘라드 -> 곤라트, 길포드 -> 키프트, 트리스람 -> 트리스렌, 랄프 -> 라딘칼, 칼 -> 칼브 등이 있다.

- 1편의 프리퀄로 만들어진 작품이라서 게임에 등장하는 캐릭터들, 엔딩이 1탄 시대에 존재하는 세력들의 기원을 암시하는(예를 들어 엔딩에서 엘프가 에드윈으로 이주한 건 1탄의 엘프왕국 에드윈의 기원을 알려준다) 내용이 많다. 또한, 3탄으로부터 20년 후 미래의 이야기라, 동료 캐릭터 루리아(1탄 시대에 존재하는 아마존 마을의 기원을 알 수 있게 해주는 캐릭터기도 하다)처럼 일부 캐릭터들이 어디서 왔고 왜 왔는지를 이해하려면 3탄의 스토리를 어느정도 알고 있어야만 한다. 그리고, 프리퀄이란 한계가 있는 지라 게임에서 어떤 선택을 하든 결말은 고정된다. 레스터, 샤넷트, 휴리아, 뮬톤, 그레이스 같은 중립국 중 누구랑 손을 잡거나 멸망시켰는지에 상관없이 샤넷트의 엘프들은 무조건 에드윈으로 이주하여 1편 시대의 엘프왕국 에드윈으로 역사가 이어지고, 레스터와 휴리아는 무조건 통합되어 1편의 카멜롯 왕국으로 이어지게 된다.
- 퍼스트퀸 시리즈 중 2탄의 배경은 유럽 대륙, 3탄의 배경은 가이아 대륙과 우라시아 대륙, 1탄과 4탄의 배경은 로그리스 대륙이며, 1탄 시점에서 로그리스 대륙에 세워진 앙레 항구와 리치몬드 령은 다른 대륙에서 온 사람들에 의해 세워진 마을이고, 아마존(한글판은 여장부), 반어인, 리자드맨(한글판은 공룡인간)은 로그리스 토착민이 아니라 가이아와 우라시아 대륙에서 건너온 종족이다. 4탄의 트리스렌(일본판은 트리스람)은 그가 프랑크란 지역의 영주라고 언급되는데 이 프랑크는 유럽 대륙의 나라 중 하나고 4탄보다 미래의 이야기인 2탄에 등장하는 프랑크 왕국의 왕도 트리스람 왕이며 그의 아들인 엘렌과 이얀 왕자는 1탄과 2탄의 주인공인 리치몬드 백작의 동료로 등장하기도 한다.

- 이 게임 시리즈의 첫작품인 1편은 퍼스트 퀸 1 Next란 이름으로 리메이크판이 2020년에 스팀에 올라왔다. 4탄으로부터 수백년이 지난 미래의 이야기란 것을 알 수 있는 내용으로 바뀐 점들이 있으며, 아레스와 3명의 요정왕 동료들이 등장하여 주인공인 리치몬드 백작 일행에게 간접적인 도움을 준다.

- 아레스의 마법 중 천둥은 매우 넓은 범위에 데미지를 주는 마법인데, 자신을 포함한 아군까지 데미지를 입기 때문에 사실상 쓸모가 없다. 하지만 이 마법은 외교 화면에서도 공격이 되고 전투와 관계없는 npc까지 데미지를 입힌다. 이를 이용하여 마을의 npc를 죽인다든지, npc에 막힌 곳을 뚫고 들어간다든지, 상대하기 까다로운 적을 힘들이지 않고 전멸시키는 등의 여러 가지 꼼수가 가능하다.

- 서마시아 성에 있는 최강의 적 캐릭터 '루아스'와 바르시아 성의 감옥에 있는 '스리후트'를 아군으로 만들 수 있다는 루머가 돌았으나 이는 사실이 아니다.

- 리메이크판은 원작과 비교하여 다음과 같은 차이점이 있다.

난이도 선택이 가능하다. 가장 어려운 난이도를 선택하면 탐색으로 돈을 구하기 어려워지며 적들이 매우 강하고 게다가 주기적으로 더 강해진다.
극도의 활을 이용한 마법난사 플레이가 불가능하다. 이외의 다른 버그성 플레이도 불가능해졌다.
편성화면에서 클래스 제한 없이 부대원의 편성이 가능하다.
모로시아성에서 동료로 할 수 있는 크리스틴이 레훗마을에서 동료로 할 수 있다.
도스판에서는 아군으로 끌어들이는 게 불가능했던 적들 일부를 항복시켜서 동료로 만드는 게 가능해졌다.